# Vinh Long (cidade)
Vinh Long (vietnamita: Thành phố Vĩnh Long) é um município do província Vinh Long, Delta do Rio Mekong do Vietnã.
A população estimada em 2011 era de 147.039  habitantes e sua área é de 48 km², o que resulta numa densidade demográfica de 4442 hab/km².
Localiza-se às margens do rio Cổ Chiên. Fica distante da Cidade de Ho Chi Minh 135 km, e de Cần Thơ 40 km.